# Mendoncia aurea
Mendoncia aurea är en akantusväxtart som beskrevs av Emery Clarence Leonard. Mendoncia aurea ingår i släktet Mendoncia och familjen akantusväxter. Inga underarter finns listade i Catalogue of Life.